# George N. Ifft
George Nicolas Ifft (ur. 27 stycznia 1865 w hrabstwie Butler, Pensylwania, zm. 15 sierpnia 1947 w Pocatello, Idaho) – amerykański dziennikarz i urzędnik konsularny.
Wstąpił do amerykańskiej służby zagranicznej, pełniąc m.in. funkcje – konsula w Chatham (1905–1906), Annaberg (1906–1908), Warszawie (1908–1909), Norymberdze (1909–1914), St. Gallen (1916), Stuttgarcie (1917), Bergen (1919–1922), Nancy (1924–1926), Gandawie (1926–1929). Pochowany został na Mountain View Cemetery w Pocatello, Idaho.